# Komm, lieber Mai, und mache

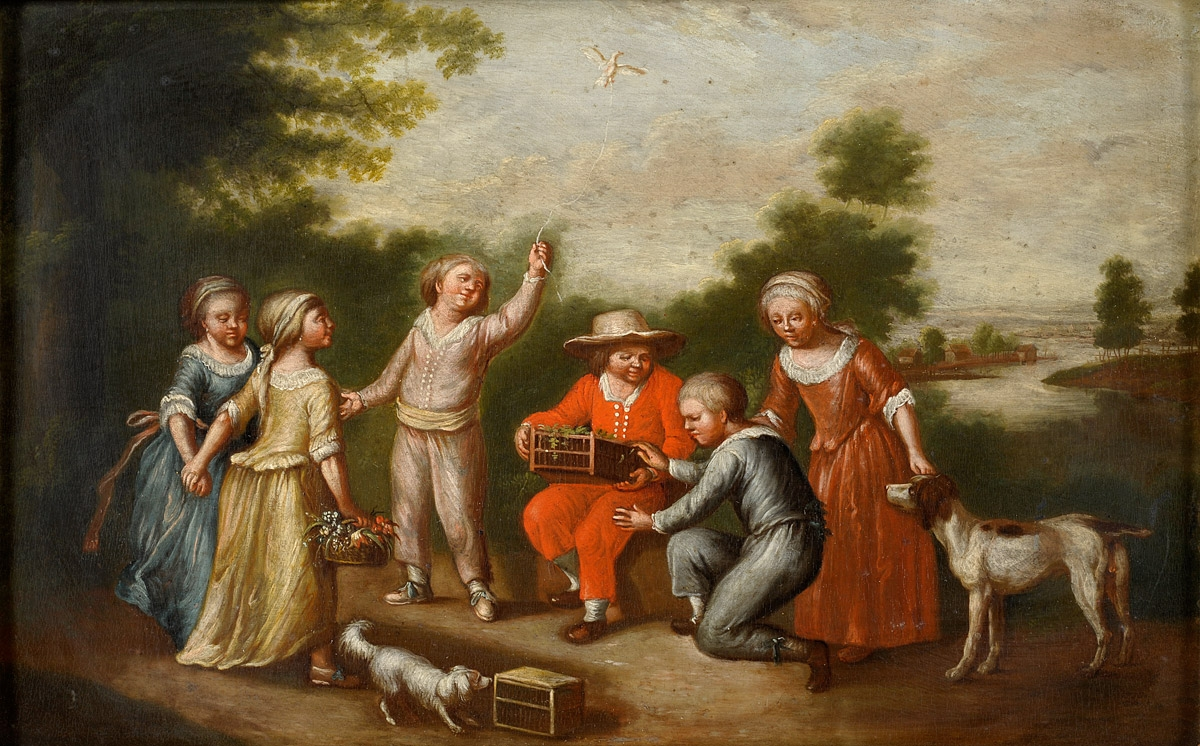
Kinder beim Spiel in der Natur (anonym, Ende 18. Jahrhundert)

Komm, lieber Mai, und mache oder eigentlich Sehnsucht nach dem Frühlinge ist ein deutschsprachiges Lied von Christian Adolph Overbeck (Text) und Wolfgang Amadeus Mozart (Musik). Es zählt neben Franz Schuberts Am Brunnen vor dem Tore und Johannes Brahms’ Guten Abend, gut’ Nacht zu den seltenen Beispielen von Kunstliedern, die durch ihre breite Rezeption zu echten Volksliedern wurden.

## Inhalt

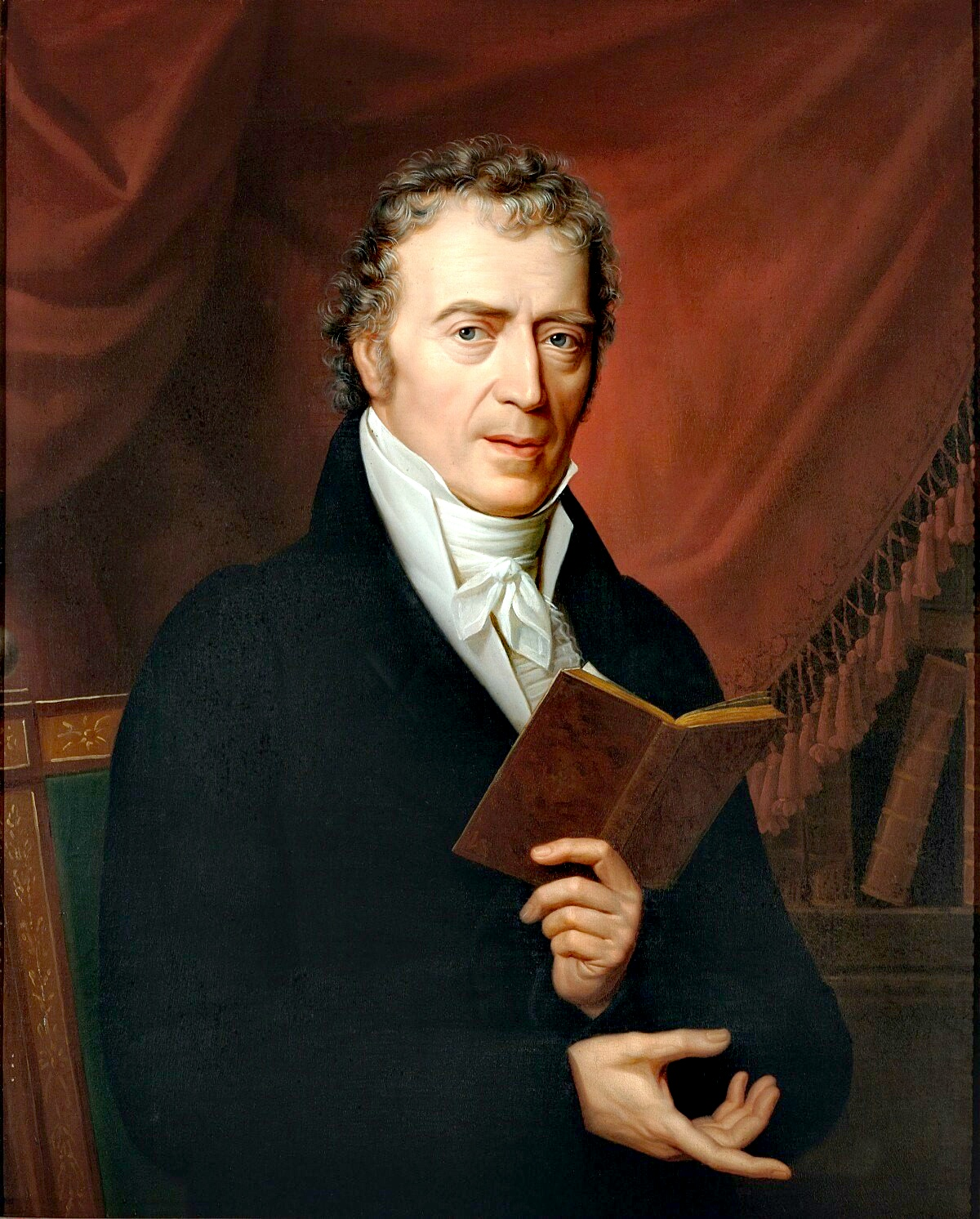
Christian Adolph Overbeck

Das Lied handelt von einem Kind, das sich den Frühling mit den Möglichkeiten zum Spielen im Freien wünscht. Es wird oft als Frühlingslied bezeichnet. Volksliedforscher weisen demgegenüber darauf hin, dass es sich eigentlich um ein Winterlied handelt und in der Tradition mittelalterlicher Lieder steht, die die Sehnsucht nach dem ersten Veilchen ausdrücken. Den Text schrieb der Dichter, Jurist und spätere Lübecker Bürgermeister Christian Adolph Overbeck. Er wurde erstmals im Vossischen Musenalmanach für das Jahr 1776 unter dem Titel Fritzchen an den May veröffentlicht. Overbeck verfasste noch eine ganze Reihe von „Fritzchen“-Gedichten, die 1781 als Fritzchens Lieder erschienen. Allerdings kennzeichnete der Autor einige Lieder, darunter das nunmehr An den May genannte, als für Kinder nicht vorbildhaft und nur dem Vergnügen der Erwachsenen tauglich. Eine geänderte Textfassung mit dem Titel Sehnsucht nach dem Frühlinge, bei der insbesondere die zweite und dritte Strophe völlig neu verfasst waren, gab Joachim Heinrich Campe in seiner Kleinen Kinderbibliothek (1779 ff.) heraus. Overbeck wurde bei dieser Veröffentlichung nicht als Autor genannt. Ob die Textänderungen von ihm selbst stammen oder wenigstens von ihm autorisiert waren, ist nicht bekannt. Overbeck selbst gab das Gedicht jedenfalls auch später immer nur in der ursprünglichen Fassung heraus. Die Fassung aus Campes Kinderbibliothek diente Mozart, der ein Exemplar der zweiten Auflage besaß, als Grundlage seiner Vertonung.

## Vertonung

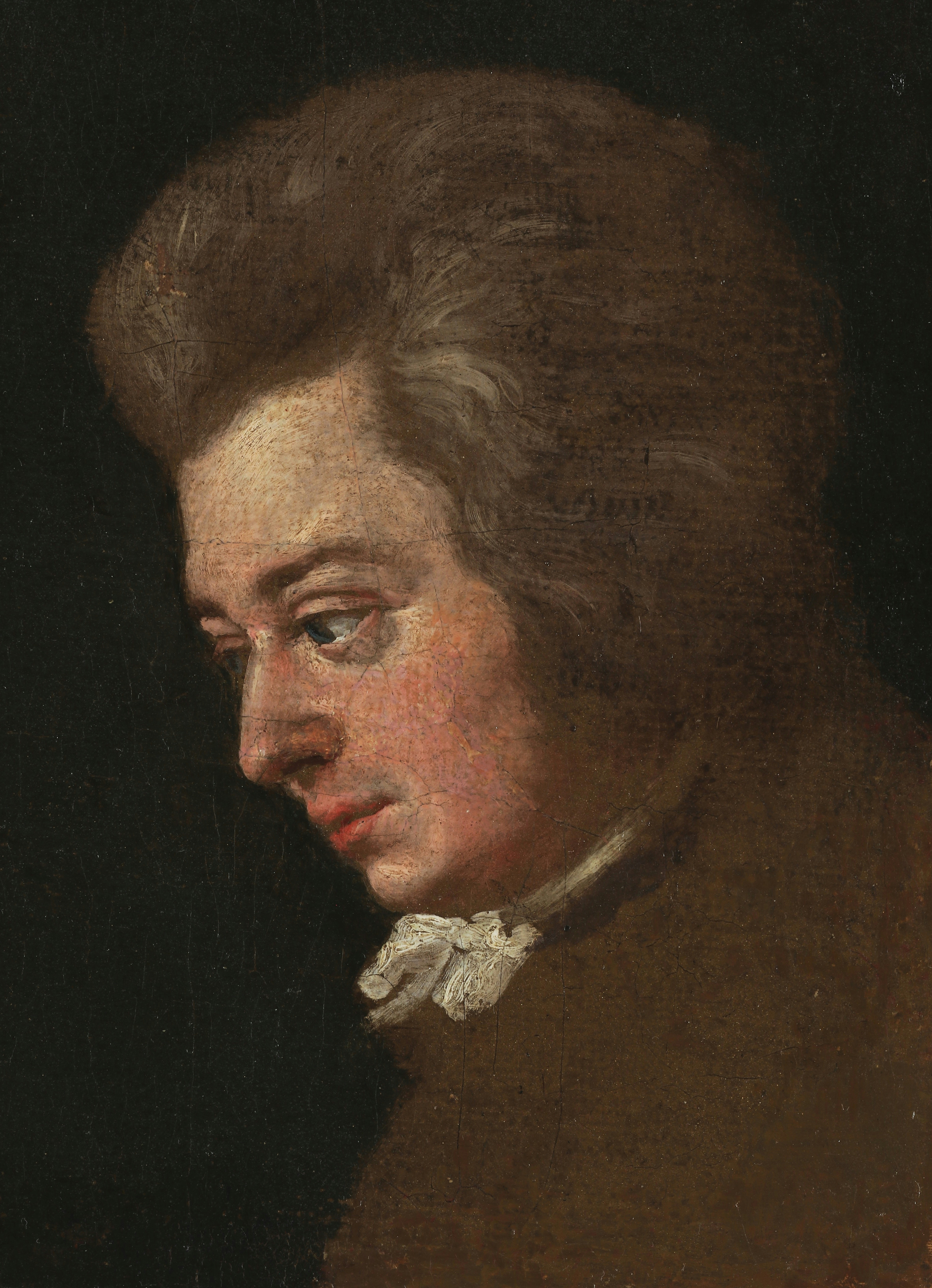
Wolfgang Amadeus Mozart

Die bekannteste Vertonung des Textes schuf Wolfgang Amadeus Mozart unter dem Titel Sehnsucht nach dem Frühlinge (KV 596). Mozart komponierte das Lied gemeinsam mit Der Frühling (KV 597) und Das Kinderspiel (KV 598) am 14. Januar 1791, wie aus seinem eigenhändigen Werkverzeichnis hervorgeht. Die drei Lieder erschienen in der Liedersammlung für Kinder und Kinderfreunde am Clavier des Verlegers Ignaz Alberti.
Das Motiv der Melodie entlehnte Mozart dem Thema des Schlusssatzes seines wenige Tage zuvor fertiggestellten Klavierkonzerts Nr. 27 B-Dur (KV 595). Das Werk ist ein Lied für Singstimme und Klavier, wobei die rechte Hand der Klavierbegleitung identisch mit der Melodie der Singstimme ist. Die Komposition ist in volksliedhafter Schlichtheit gehalten, die Singstimme bewegt sich vorwiegend in Dreiklangsbrechungen. Reizvoll ist dabei insbesondere der Umgang des Komponisten mit den abwechselnd weiblichen und männlichen Endungen der dreihebigen Jamben der Textvorlage. Das Lied steht original in F-Dur.
Weitere Vertonungen des Textes stammen von  G. H. L. Wittrock (1777), Marie Adelheid Eichner (1780), Johann Friedrich Reichardt (1781), Gotthelf Benjamin Flaschner (1789), Franz Seydelmann (1790), Wilhelm Baumgartner (1848) und Robert Schumann (Mailied, op. 79,9; 1849). Keine erreichte die Popularität und Verbreitung von Mozarts Lied.

## Rezeption
Bereits im 19. Jahrhundert war das Lied in vielen Liederbüchern verbreitet. In Preußen gehörte das Lied vor dem Ersten Weltkrieg zum verbindlichen Unterrichtsstoff der vierten Schulklassen. Das Deutsche Volksliedarchiv stellt fest, dass das Interesse an dem Lied während der Jugendbewegung sowie zur Zeit des Nationalsozialismus nachließ. Seit der Nachkriegszeit gehört es jedoch wieder fest zum Standardrepertoire deutschsprachiger Volksliederbücher.

## Text

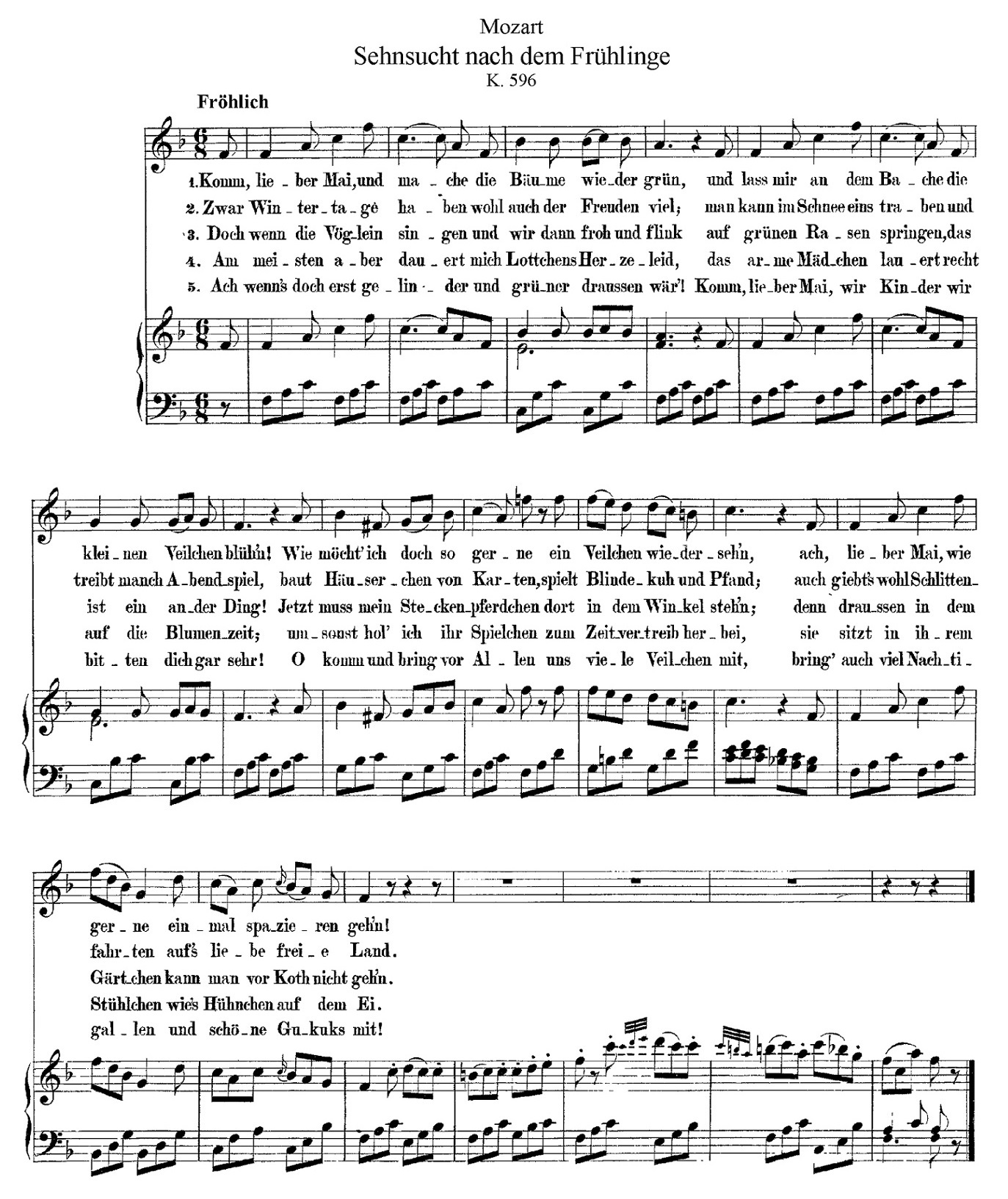
Wolfgang Amadeus Mozart,
Sehnsucht nach dem Frühling
rahmenlos|links

| Originaltext | Von Mozart vertonte Fassung |
| --- | --- |
| Fritzchen an den May. Komm, lieber May, und mache Die Bäume wieder grün, Und laß mir an dem Bache Die kleinen Veilchen blühn! Wie möcht’ ich doch so gerne Ein Blümchen wieder sehn! Ach, lieber May! wie gerne Einmal spatzieren gehn! In unsrer Kinderstube Wird mir die Zeit so lang! Bald werd’ ich armer Bube Vor Ungeduld noch krank! Ach bey den kurzen Tagen Muß ich mich oben drein Mit den Vokabeln plagen, Und immer fleißig seyn! Mein neues Steckenpferdchen Muß jetzt im Winkel stehn; Denn draußen in dem Gärtchen Kann man vor Schnee nicht gehn. Im Zimmer ist’s zu enge, Und stäubt auch gar zu viel, Und die Mama ist strenge, Sie schilt aufs Kinderspiel. Am meisten aber dauret Mich Fiekchens Herzeleid! Das arme Mädchen lauret Auch auf die Blumenzeit! Umsonst hol’ ich ihr Spielchen Zum Zeitvertreib heran; Sie sitzt in ihrem Stühlchen, Und sieht mich kläglich an. Ach! wenns doch erst gelinder, Und grüner draußen wär! Komm, lieber May! Wir Kinder, Wir bitten gar zu sehr! O komm, und bring vor allen Uns viele Rosen mit! Bring auch viel Nachtigallen, Und schöne Kukuks mit! | Sehnsucht nach dem Frühlinge Komm, lieber Mai, und mache die Bäume wieder grün, und lass mir an dem Bache die kleinen Veilchen blüh’n! Wie möcht’ ich doch so gerne ein Veilchen wieder seh’n! Ach, lieber Mai, wie gerne einmal spazieren geh’n! Zwar Wintertage haben wohl auch der Freuden viel; man kann im Schnee eins traben und treibt manch’ Abendspiel; baut Häuserchen von Karten, spielt Blindekuh und Pfand, auch gibt’s wohl Schlittenfahrten aufs liebe freie Land. Doch wenn die Vögel singen, und wir dann froh und flink auf grünem Rasen springen, das ist ein ander Ding! Jetzt muss mein Steckenpferdchen dort in dem Winkel stehen, denn draußen in dem Gärtchen kann man vor Kot nicht geh’n. Am meisten aber dauert mich Lottchens Herzeleid. Das arme Mädchen lauert recht auf die Blumenzeit. Umsonst hol’ ich ihr Spielchen zum Zeitvertreib herbei: Sie sitzt in ihrem Stühlchen wie’s Hühnchen auf dem Ei. Ach, wenn’s doch erst gelinder und grüner draußen wär’! Komm, lieber Mai, wir Kinder, wir bitten gar zu sehr! O komm und bring’ vor allem uns viele Veilchen mit! Bring’ auch viel Nachtigallen und schöne Kuckucks mit! |

## Übersetzungen
In das Dänische übersetzt als „Kom, maj, du søde, milde...“ (Quelle: „Overbeck 1776“; dänische Übersetzung unbezeichnet) in das Gesangbuch der dänischen Heimvolkshochschulbewegung,  Højskolesangbogen, 18. Ausgabe, Kopenhagen 2006, Nr. 292 und (auf Deutsch ohne Melodie) Nr. 293.